# Betula wuyiensis
Betula wuyiensis là một loài thực vật có hoa trong họ Betulaceae. Loài này được J.B.Xiao mô tả khoa học đầu tiên năm 2006.